# 실물보다 큰
실물보다 큰(Bigger Than Life)은 미국에서 제작된 니콜라스 레이 감독의 1956년 드라마 영화이다. 제임스 메이슨 등이 주연으로 출연하였고 제임스 메이슨 등이 제작에 참여하였다.

## 출연

### 주연
- 제임스 메이슨
- 바바라 루쉬

### 조연
- 월터 매튜
- 로버트 F. 사이몬
- 크리스토퍼 올슨
- 롤랜드 윈터스
- 러스티 레인
- 라셸 스티븐스
- 킵 해밀턴

## 제작진
- 의상: 메리 윌즈